# Ducherow
Ducherow és un municipi situat al districte de Pomerània Occidental-Greifswald, a l'estat federal de Mecklenburg-Pomerània Occidental, Alemanya.
La seva altura respecte el nivell de la mar és de 4 metres. Llur població a finals de 2016 era de 2500 habitants i llur densitat poblacional de 30 hab/km².
La comunitat està situada a la vora oest de la forest i lloc Ramsar Ueckermünder Heide. El poble d'Anklam es troba a uns 13 quilòmetres al nord-oest. El poble costaner d'Ueckermünde és a uns 20 quilòmetres a l'est del municipi.